# AGM–158 JASSM
Az AGM–158 JASSM (Joint Air-Surface Standoff Missile, Közös Levegő-Föld Robotrepülőgép) robotrepülőgép, melyet az Amerikai Egyesült Államokban fejlesztettek ki és gyártanak, kiemelt fontosságú célok elpusztítására. A robotrepülőgép nagy hatótávolsága miatt a hordozó repülőgépnek nem kell berepülnie a légvédelem által oltalmazott zónába. Ausztrália és Finnország légiereje is megrendelte a típust, de a finn megrendelést Amerika elutasította.
2009-re terveztékk a megnövelt, 925 kilométer hatótávolságú JASSM–ER (JASSM–Extended Range, Megnövelt Hatótávolságú) változat rendszerbe állítását, ennek az első kísérleti indítása 2006 májusában volt.
2017-ben Lengyelország 40 db-ot vásárol belőle.
2024 nyarán Ausztrália, Lengyelország és Finnország légiereje is rendelkezett ezzel a típussal, továbbá az Egyesült Államokban éppen tanulmányozták az Ukrajnának történő átadás lehetőségét. A Pentagonnak hírek szerint ekkor 7200 ilyen rakétája volt, a gyártó Lockheed Martin pedig ez ídő tájt tovább növelte a gyártását.